# Józef Sala Picó
Józef Sala Picó, (hiszp.) José Sala Picó (ur. 24 czerwca 1888 w Ponts, zm. 23 lipca 1936 w Toledo) – błogosławiony prezbiter, ofiara prześladowań antykatolickich okresu hiszpańskiej wojny domowej, zamordowany z nienawiści do wiary (łac) odium fidei i uznany przez Kościół katolicki za męczennika, członek Bractwa Kapłanów Robotników od Serca Jezusa.

## Życiorys
Pochodził z Pons w Katalonii, miejscowości należącej do diecezji Urgell. Ukończył studia filozoficzne i teologiczne w Wyższym Seminarium Duchownym w La Seu d’Urgell. Po otrzymaniu 15 kwietnia 1911 r. święceń kapłańskich został skierowany do pracy duszpasterskiej jako proboszcz, kolejno w kilku parafiach rodzinnej diecezji. Za zgodą biskupa Joana Baptisty Benlloch i Vivó wstąpił do założonego przez późniejszego błogosławionego Emanuela Domingo y Sol kapłańskiego Stowarzyszenia Robotników Diecezjalnych, którego celem było aktywizowanie środowisk robotniczych do powołań kapłańskich i formacja seminaryjna. W Segovii pełnił obowiązki prefekta w tamtejszym seminarium duchownym, a od 1918 roku przez czternaście lat był rektorem w toledańskiej uczelni, „Colegio de San José” (przekształcone później na „Seminario Menor Sto. Tomás de Villanueva”).
Józef Sala Picó określany przez współczesnych mianem człowieka modlitwy o nieskazitelnej pobożności, realizował swój apostolat jako wychowawca, przewodnik i opiekun, człowiek skromny, uprzejmy, pokorny, roztropny, bezinteresowny, żyjący ubogo i umiejący wykorzystać swoje zdolności artystyczne.
23 lipca został aresztowany, razem z księdzem Piotrem Ruizem de los Paños y Ángel i zastrzelony w toledańskim parku Paseo del Tránsito, na terenie dzielnicy żydowskiej.
1 października 1995 roku papież Jan Paweł II, w czasie Mszy świętej na Placu Świętego Piotra w Watykanie dokonał beatyfikacji grupy 45 męczenników wojny domowej w Hiszpanii w której znalazł się Józef Sala Picó wraz z ośmioma towarzyszami, członkami Bractwa Kapłanów Robotników od Serca Jezusa.
Szczególnym miejscem kultu Józefa Sali Picó jest diecezja Tortosy, zaś miejscem pochówku jest kościół „Reparación” w Tortosie, a atrybutem męczennika jest palma.
W Kościele katolickim wspominany jest w dies natalis (23 lipca).